# Hea Hoa Hoa Hea Hea Hoa
Hea Hoa Hoa Hea Hea Hoa är det första albumet av den östtyska punkrockgruppen Feeling B. Det släpptes 1989.

## Låtförteckning
- Artig
- Kim Wilde is Good
- Mix mir einen Drink
- Am Horizont'
- Frusti, mach's gut
- Geh' zurück in dein Buch
- Lied von der unruhevollen Jugend (med Till Lindemann)
- Ohne Bewußtsein
- Alles ist so unheimlich dufte
- Du wirst den Gipfel nie erreichen
- Tschaka
- Ich weiß nicht, was soll es bedeuten

### Bonusspår från CD
- Du findest keine Ruh'
- Artig
- Mix
- Trance
- Der Klavierspieler